# Marineleitung
In der deutschen Reichsmarine – dem Reichswehrministerium unterstellt – gab es nur noch eine einzige Kommando- und Verwaltungsbehörde. Dies war zunächst das Reichsmarineamt, dann die Admiralität, anschließend – und für die längste Zeit – die Marineleitung und ab 1935 das Oberkommando der Marine.
Mehrmals tauchte in den Jahren der Weimarer Republik die Forderung auf, die Marineleitung der Heeresleitung zu unterstellen. Das Ansinnen konnte aber, z. T. sogar mit Unterstützung des Heeres (Generaloberst Hans von Seeckt), abgewiesen werden.

## Entstehung aus der Admiralität
Bereits kurz nach Ausgang des Ersten Weltkrieges, am 14. November 1918, wurde der Admiralstab dem Reichsmarineamt unterstellt. Durch Erlass des Reichspräsidenten vom 15. Juli 1919 aber gingen die Befugnisse des Reichsmarineamtes auf die Admiralität über. Am 15. September 1919 wurde schließlich der Admiralstab aufgelöst, die Geschäfte übernahm ebenfalls das Kommandoamt der Admiralität.

## Chef der Admiralität
- Konteradmiral Adolf von Trotha --- 26. März 1919 bis 22. März 1920
- Konteradmiral William Michaelis --- 22. März bis 31. August 1920
- Vizeadmiral Paul Behncke --- 1. bis 14. September 1920

## Gliederung und Aufgaben der Marineleitung
Aus der Admiralität ging am 15. September 1920 durch Umbenennung die Marineleitung hervor. Ihr unterstanden:
- das Marinekommandoamt (A) mit

- Marinewehrabteilung (A I)
- Flottenabteilung (A II)

- das Allgemeine Marineamt (B) mit

- Marinewerftabteilung
- Marinehaushaltsabteilung
- Nautischer Abteilung
- Statistischer Abteilung
- Schiffahrtsabteilung
- Kriegswissenschaftlicher Abteilung (= Marinearchiv)

- das Marineverwaltungsamt (C)

mit Personalabteilung, Etatabteilung, Justizariat und weiteren kleineren Abteilungen.
- das Marinewaffenamt (MWa)
- das Marinekonstruktionsamt (K)

Dem Stab des Chefs der Admiralität bzw. des Chefs der Marineleitung waren direkt unterstellt:
- Marineoffizierspersonalabteilung (MPA)
- Marinemedizinalabteilung (G)

Der Marineleitung waren 1930 neben einem eigenständigen Stab folgende Abteilungen angegliedert:
- Marineoffizierpersonalabteilung (MPA)
- Militärische Abteilung für Schiffsmaschinenbetrieb (Ing)
- Marinemedizinalabteilung (G)
- Leitung der Marinehaushaltsarbeiten (E)

Unterstellt waren 1930:
- Marinekommandoamt (A)
- Allgemeine Marineamt (B)
- Marineverwaltungsamt (C)
- Marinekonstruktionsabteilung (K)

## Chefs der Marineleitung
- Vizeadmiral/Admiral Paul Behncke --- 15. September 1920 bis 25. September 1924
- Vizeadmiral Hans Zenker --- 18. bis 30. September 1924 (mit der Wahrnehmung der Geschäfte beauftragt)
- Admiral Hans Zenker --- 1. Oktober 1924 bis 30. September 1928
- Admiral Erich Raeder --- 1. Oktober 1928 bis 30. Mai 1935

## Umbenennung in Oberkommando der Kriegsmarine
Am 1. Juni 1935 wurde die Reichsmarine in Kriegsmarine umbenannt. Am gleichen Tag erfolgte auch die Umbenennung der Marineleitung in Oberkommando der Kriegsmarine (OKM).